# Американский бандог
Американский бандог (англ. American Bandog) или американский бандогги мастиф (англ. American Bandogge Mastiff) — американская порода сторожевых собак, выведенная путём скрещивания американского питбультерьера и (или) американского стаффордширского терьера с неаполитанским мастиффом. Название породы дословно с английского переводится как «цепная собака». Изначально выводилась как собака-гладиатор для собачьих боёв.

## Описание
Первоначально, собак данной породы планировали выводить для определенной цели: они должны обладать собственным фенотипом, быть домашними сторожевыми собаками и личными телохранителями, а также могучими бойцами в «яме». Бандог — очень крепкая, массивная собака с мощным скелетом и развитой мускулатурой, устрашающая в ярости и достаточно активная. Она требует постоянного внимания и воспитания. Заводчики до сих пор скрещивают бандогов с другими породами для получения новых гибридов бандогов. Главным качеством бандогов является повышенное здоровье и сторожевые качества. Основными комбинациями для выведения являются бесстрашие и упорство Американского питбуль-терьера, а также большие размеры и сторожевой инстинкт мастиффа.

## Основные направления разведения американских бандогов
Главная группа — процент Американского питбультерьера и (или) Американского стаффордширского терьера составляет 25-75 % (возможны комбинации, но в бандоге питбуля и (или) амстаффа должно быть от 25% до 75%).
Второстепенная группа — процент мастиффа и (или) неаполитанского мастиффа составляет от 25% до 75%.
Третичная группа (используется немногими заводчиками) — процент от американского бульдога, бурбуля, бульмастифа, бультерьера, кане корсо, бордоского дога, фила бразилейро, Great Dane, Bulldog Campeiro, Perro de Presa Canario и (или) тоса-ину составляет от 0% до 75% (может быть 25% бурбуля, 50% тоса ину и так далее).

## История
Термин "бандог" или "бандогги" возник в 1250—1300-х годах в Средней Англии и означал мастифообразную собаку, которую привязывали на цепь в дневное время и отпускали ночью для охраны территорий. В 1576 году Johannes Caius издал книгу об английских собаках, в которой он описал Бандога как огромного, целеустремленного, опасного, очень агрессивного и чрезвычайно активного пса с массивным туловищем. Первые Бандоги, возможно, пошли от собак, которые участвовали в боях с быком, от сторожевых мастиффов или от скрещивания пород собак, которые участвовали в Крестовом Походе. Вильям Харрисон в своем описании Англии 1586 года упоминает: «Бандоги (Bandogge) — огромный пес, упрямый, в некоторой мере безобразный, ужасный, очень энергичный, вселяющий страх, с очень лютым нравом». 
Возможно, слово бандогги пошло от мощных цепей, которыми удерживали этих собак. В 1576 доктор Кайус указывает: «Бандогги пригоден как для отпугивания лис и барсуков с пастбищ, так и для присмотра за скотом на лугах и пастбищах, а в некоторых случаях и для того чтобы укусить быка за ухо, если это требовалось». Старые бандоги были определенно рабочими собаками, разных помесей и размеров. Обычно эти собаки были охотничьими собаками с грубой шерстью, бойцами и охранниками.
Первые современные бандоги были выведены в начале 1970-х годов американским ветеринарным врачом по имени Свинфорд. Собак этого типа нередко называют бандог Свинфорда или американский мастиф. Значительный вклад в развитие современной породы внес Джо Лучеро. Лучеро называл своих собак Американскими Бандогги Мастиффами. Есть и другие названия породы, но линия разведения Lucero наиболее выдающаяся благодаря своему стабильному характеру и рабочим качествам. Большинство заводчиков использовали Американского Питбуль терьера или Американского стаффордширского терьера и Неаполитанского мастиффа.

## Несбывшиеся надежды
Основной замысел при выведении бандогов заключался в том, чтобы, совместив ловкость и характер пит-бультерьера с гигантской силой мастифа получить больших питбультерьеров — крупных гладиаторов для собачьих боев. Казалось, что можно получить собаку, которой не будет равных в ринге. Но план не дал ожидаемых результатов. Бандоги — очень талантливые бойцы и используются в качестве стравливающихся собак, особенно на северо-востоке США, в Нью-Йорке и Нью-Джерси. Но при сражениях с американским пит-бультерьером шансы бандога на победу невелики. Лишь в редких случаях бандогу удается в первые минуты боя нанести пит-бультерьеру столь серьезные повреждения, что они оказываются решающими для последующего хода схватки. Обычно же бой проходит по известному сценарию, когда после 20 минут ураганных атак бандог начинает постепенно уступать перед натиском раскрывающейся боевой мощи питбультерьера. По свидетельству очевидцев, бой нередко заканчивается отказом бандога от схватки. Практика доказывает, что по своему анатомическому строению и нервной системе бандоги не являются собаками, предназначенными для длительных боев в яме.

## Уход
По сравнению с остальными породами бойцовских собак, американские бандоги не требуют от владельца серьезных усилий по содержанию. Но все же придется обеспечивать дога определенными гигиеническими процедурами, а также проводить необходимые профилактические мероприятия, которые будут способствовать укреплению организма.
Шерсть у Бандогов короткая и грубая, поэтому лучше всего ежедневно ухаживать за ней путем расчесывания специальными щетками и расческами, которые будут убирать выпадающую шерсть. Эти процессы являются профилактикой от большей части кожных заболеваний, а также не повредит во время сезонной линьки.
Самый активный период линьки наблюдается, как и у многих собак, весной и осенью.